# Preussia grandispora
Preussia grandispora är en svampart som tillhör divisionen sporsäcksvampar, och som först beskrevs av Carlo Luigi (Carlos Luis) Spegazzini, och fick sitt nu gällande namn av José María Barrasa och Arenal. Preussia grandispora ingår i släktet Preussia, och familjen Sporormiaceae. Arten är reproducerande i Sverige.